# 사랑과 죽음의 기록
"사랑과 죽음의 기록"은 1978년에 개봉한 대한민국의 영화이다.

## 캐스팅
- 김희라
- 유지인
- 독고영재
- 김유정
- 김기주
- 윤이나
- 진봉진
- 서한나
- 현길수
- 방희정
- 박동룡
- 최연주
- 황건
- 박주희
- 이승일
- 노혜련
- 김기종
- 김경희
- 신창일
- 김일랑
- 나갑성
- 유명순
- 조용수
- 조학자
- 백한기
- 박예숙
- 안진수
- 길달호
- 양일민
- 노사강
- 주상호